# Alô Marco Paulo
Alô Marco Paulo foi um programa de televisão português, emitido, inicialmente, nas tardes de sábado, na SIC.
Foi apresentado por Ana Marques e Marco Paulo. 
Neste programa, Marco Paulo abria as portas da sua casa aos portugueses para, juntos, desbravarem memórias e recordações.
O programa foi um spin-of do programa da SIC Alô Portugal, apresentado por José Figueiras e Ana Marques.
A partir de 16 de abril de 2022 o programa passa a ser exibido nas manhãs de sábado, ocupando o lugar do Estamos em Casa. As tardes de sábado ficam entregues a Fátima Lopes e ao então novo programa da apresentadora, o "Caixa Mágica".
Foram emitidos de forma esporádica programas especiais nas tardes de sábado do canal.
A 29 de junho de 2024, foi exibida, em direto, uma emissão especial, intitulada "Força, Marco Paulo", com o intuito de homenagear o cantor que luta pela quarta vez contra um cancro.
O programa foi gravado até julho de 2024, consequência do débil estado do artista. Posteriormente, a SIC continuou a emitir compactos nas manhãs e tardes de sábado, acabando por terminar em outubro de 2024, em consequência da morte do cantor.

## Apresentadores
| Apresentadores regulares | Período     |
| ------------------------ | ----------- |
| Ana Marques              | 2021 - 2024 |
| Marco Paulo              | 2021 - 2024 |

| Apresentadoras substitutas | Período     |
| -------------------------- | ----------- |
| Bárbara Guimarães          | 2021 - 2022 |
| Cláudia Borges             | 2024        |

| Repórteres          | Período     |
| ------------------- | ----------- |
| Fabiana Cruz        | 2021        |
| Margarida Barreiras | 2021 - 2022 |
| Miguel Costa        | 2021        |
| Maria Dominguez     | 2022        |
| Denis Gächter       | 2023 - 2024 |

## Temporadas
| Temporada     | Episódios | Estreia da Temporada  | Final da Temporada     |
| ------------- | --------- | --------------------- | ---------------------- |
| 1.ª Temporada | 23        | 5 de junho de 2021    | 11 de dezembro de 2021 |
| 2.ª Temporada | _         | 22 de janeiro de 2022 | 19 de outubro de 2024  |

## Audiências
Na estreia, Alô Marco Paulo, conseguiu 6% de audiência média e 19,4% de share, com 566 400 telespectadores. 
Na TVI, o programa concorrente Em Família arrecadou, durante a emissão, 4,6% de audiência média e 15% de share, com 435 400 telespectadores. A RTP1 foi o canal mais prejudicado pela estreia da SIC. O Aqui Portugal marcou 2% de rating e 6,8% de share, sendo este um dos seus piores valores de sempre até então.